# Seni e coseni
Seni e coseni è il nono album di Ivan Graziani pubblicato nel 1981.

## Tracce
Testi e musiche di Ivan Graziani.
Lato A
1. Ehi padre eterno – 3:45
2. Signorina – 6:05
3. Pasqua – 5:50
4. Cleo – 4:31

Lato B
1. Oh mamma mia – 4:10
2. Tigre – 4:14
3. Digos Boogie – 4:08
4. Ugo l'Italiano – 4:16

## Musicisti
- Ivan Graziani – voce, chitarra
- Jonathan Davie – basso
- Ian Mosley – batteria
- David Bristow – tastiere
- "I Rokko" musicisti in "Oh mamma mia"

Note aggiuntive
- Ivan Graziani – produzione
- Libero Venturi – produttore esecutivo, management
- Tony Mimms – arrangiamenti
- Registrazioni e mixaggio effettuato presso lo Studio "D" RCA di Roma
- Leandro Leandri – ingegnere delle registrazioni e del mixaggio
- Marcello Onesti e Mario Meuti – recordisti
- Giacomo Tosti – mixaggio
- Guido Di Toma e Piero Mannucci – half speed mastering
- Mario Convertino – copertina album originale [1]

## Classifica
Album
| Anno | Classifica | Posizione raggiunta |
| ---- | ---------- | ------------------- |
| 1981 | Hit parade | 15                  |